# Augusto Poroso
Augusto Jesús Poroso Caicedo (ur. 13 kwietnia 1974 w Guayaquil) – piłkarz ekwadorski grający na pozycji obrońcy.

## Kariera klubowa
Poroso urodził się w mieście Guayaquil. Karierę piłkarską rozpoczął w tamtejszym klubie Emelec Guayaquil. W 1993 roku zadebiutował w jego barwach w ekwadorskiej Serie A. W tym samym sezonie jako rezerwowy wywalczył tytuł mistrza kraju. Rok później był już podstawowym zawodnikiem zespołu i obronił z Emelekiem mistrzostwo Ekwadoru. Natomiast w latach 1996 i 1998 był drugi w lidze, a w 2001 i 2002 zdobywał kolejne mistrzostwa kraju. W 2001 roku dodatkowo wystąpił w finale Copa Merconorte, który wygrał kolumbijski Millonarios FC. W 2005 roku opuścił Emelec i przeniósł się do lokalnego rywala, Barcelony. Grał tam przez rok i w 2006 roku znów zmienił barwy klubowe, tym razem przechodząc do stołecznego Aucas Quito. Rok 2007 Augusto rozpoczął w barwach peruwiańskiej Alianzy Lima, ale już pół sezonu wrócił do Ekwadoru i zakończył go w barwach El CD El Nacional.

## Kariera reprezentacyjna
W reprezentacji Ekwadoru Poroso zadebiutował w 1999 roku. W 2002 roku został powołany przez selekcjonera Hernána Darío Gómeza do kadry na Mistrzostwa Świata 2002. Tam był podstawowym bramkarzem drużyny i wystąpił we wszystkich trzech meczach grupowych: przegranych 0:2 z Włochami i 1:2 z Meksykiem oraz wygranym 1:0 z Chorwacją. Ostatni mecz w reprezentacji rozegrał w 2004 roku. Łącznie w drużynie Ekwadoru wystąpił 38 razy i zdobył jednego gola.